# Telipogon embreei
Telipogon embreei är en orkidéart som beskrevs av Norris Hagan Williams och Robert Louis Dressler. Telipogon embreei ingår i släktet Telipogon och familjen orkidéer. Inga underarter finns listade i Catalogue of Life.